# Ричленд Тауншип (округ Кембрія, Пенсільванія)
Ричленд Тауншип (англ. Richland Township) — селище (англ. township) в США, в окрузі Кембрія штату Пенсільванія. Населення — 12 233 особи (2020).

## Демографія
Згідно з переписом 2010 року, у селищі мешкало 12 814 осіб у 5003 домогосподарствах у складі 3089 родин. Було 5420 помешкань
Расовий склад населення:
| - 96,1 % — білих - 1,9 % — азіатів - 1,0 % — чорних або афроамериканців |

До двох чи більше рас належало 0,7 %. Частка іспаномовних становила 1,0 % від усіх жителів.
За віковим діапазоном населення розподілялося таким чином: 15,7 % — особи молодші 18 років, 62,3 % — особи у віці 18—64 років, 22,0 % — особи у віці 65 років та старші. Медіана віку мешканця становила 43,6 року. На 100 осіб жіночої статі у селищі припадало 92,1 чоловіків;  на 100 жінок у віці від 18 років та старших — 90,2 чоловіків також старших 18 років.
Середній дохід на одне домашнє господарство  становив 63 320 доларів США (медіана — 51 052), а середній дохід на одну сім'ю — 79 949 доларів (медіана — 70 020). Медіана доходів становила 55 267 доларів для чоловіків та 35 022 долари для жінок. За межею бідності перебувало 11,4 % осіб, у тому числі 20,1 % дітей у віці до 18 років та 7,7 % осіб у віці 65 років та старших.
Цивільне працевлаштоване населення становило 5137 осіб. Основні галузі зайнятості: освіта, охорона здоров'я та соціальна допомога — 31,8 %, роздрібна торгівля — 11,6 %, науковці, спеціалісти, менеджери — 11,1 %.